# Communauté de communes interdépartementale des Baronnies
Die Communauté de communes interdépartementale des Baronnies war ein französischer Gemeindeverband mit Rechtsform einer Communauté de communes in den beiden Départements Hautes-Alpes und Drôme, war also départementübergreifend (frz.: interdépartemental) und regionsübergreifend strukturiert. Er war nach der Landschaft der Baronnies benannt und ging am 30. Dezember 1994 aus dem am 21. März 1966 gegründeten SIVOM des Baronnies hervor. Der Verwaltungssitz befand sich im Ort Lagrand der Commune nouvelle Garde-Colombe und somit außerhalb des eigenen Bereiches.

## Historische Entwicklung
Mit Wirkung vom 1. Januar 2016 fusionierte die ehemalige Mitgliedsgemeinde Lagrand zur Comune nouvelle Garde-Colombe, die nunmehr zur Gänze der Communauté de communes du Laragnais angehört. Dadurch verringert sich die Anzahl der Mitgliedsgemeinden auf aktuell 15.
Die Communauté de communes interdépartementale des Baronnies schloss sich am 1. Januar 2017 mit sechs weiteren Communauté de communes zur Communauté de communes du Sisteronais-Buëch zusammen.

## Aufgaben
Zu den vorgeschriebenen Kompetenzen gehörten die Entwicklung und Förderung wirtschaftlicher Aktivitäten und des Tourismus sowie die Raumplanung auf Basis eines Schéma de Cohérence Territoriale. Der Gemeindeverband war für die Müllabfuhr und -entsorgung, Abwasserentsorgung (teilweise) und weitere Umweltangelegenheiten zuständig. Zusätzlich förderte er sowohl allgemeine wie auch schulbegleitende Veranstaltungen in den Bereichen Sport und Kultur.

## Mitgliedsgemeinden
Folgende 15 Gemeinden gehörten der Communauté de communes interdépartementale des Baronnies an:
| Gemeinde              | Einwohner 1. Januar 2022 | Fläche km² | Dichte Einw./km² | Code INSEE | Postleitzahl |
| --------------------- | ------------------------ | ---------- | ---------------- | ---------- | ------------ |
| Chanousse             | 39                       | 20,3       | 2                | 05033      | 05700        |
| Étoile-Saint-Cyrice   | 24                       | 14,4       | 2                | 05051      | 05700        |
| Laborel               | 114                      | 23,9       | 5                | 26153      | 26560        |
| Montjay               | 104                      | 27,0       | 4                | 05086      | 05150        |
| Moydans               | 39                       | 10,5       | 4                | 05091      | 05150        |
| Nossage-et-Bénévent   | 11                       | 4,3        | 3                | 05094      | 05700        |
| Orpierre              | 319                      | 27,6       | 12               | 05097      | 05700        |
| Ribeyret              | 109                      | 17,9       | 6                | 05117      | 05150        |
| Rosans                | 496                      | 30,4       | 16               | 05126      | 05150        |
| Saint-André-de-Rosans | 158                      | 36,6       | 4                | 05129      | 05150        |
| Sainte-Colombe        | 63                       | 17,2       | 4                | 05135      | 05700        |
| Saléon                | 81                       | 9,9        | 8                | 05159      | 05300        |
| Sorbiers              | 49                       | 13,9       | 4                | 05169      | 05150        |
| Trescléoux            | 301                      | 18,7       | 16               | 05172      | 05700        |
| Villebois-les-Pins    | 19                       | 10,8       | 2                | 26374      | 05700        |

Die beiden Gemeinden Laborel und Villebois-les-Pins liegen im Département Drôme, während der Rest zu Hautes-Alpes gehört.